# Cementerio de la Ciudad de Miami
El Cementerio de la Ciudad de Miami  es un cementerio histórico ubicado en Miami, Florida. El Cementerio de la Ciudad de Miami se encuentra inscrito  en el Registro Nacional de Lugares Históricos desde el 4 de enero de 1989. Forma parte del Downtown Miami MRA. 

## Ubicación
El Cementerio de la Ciudad de Miami se encuentra en el condado de Miami-Dade en las coordenadas 25°47′38″N 80°11′27″O / 25.793889, -80.190833.

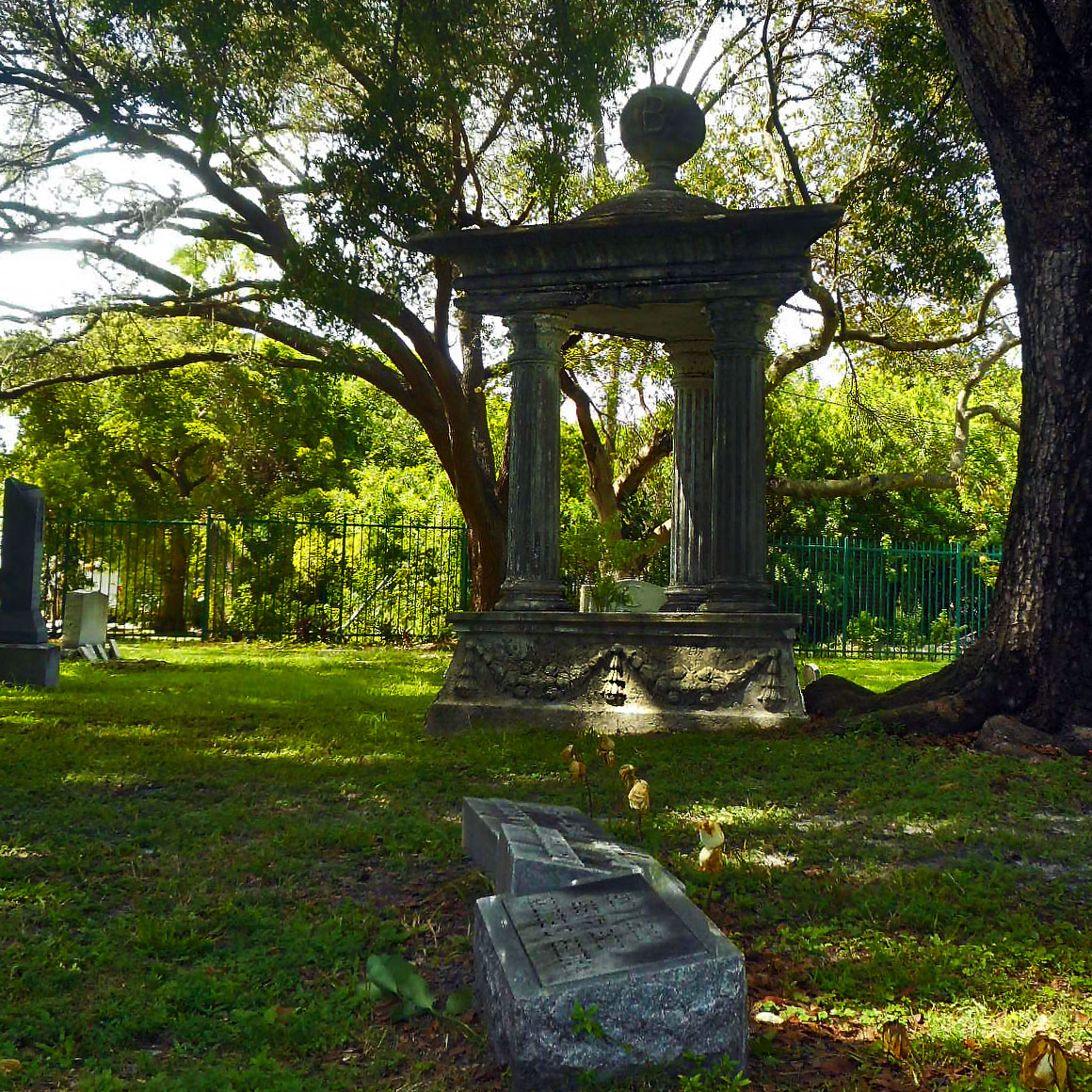
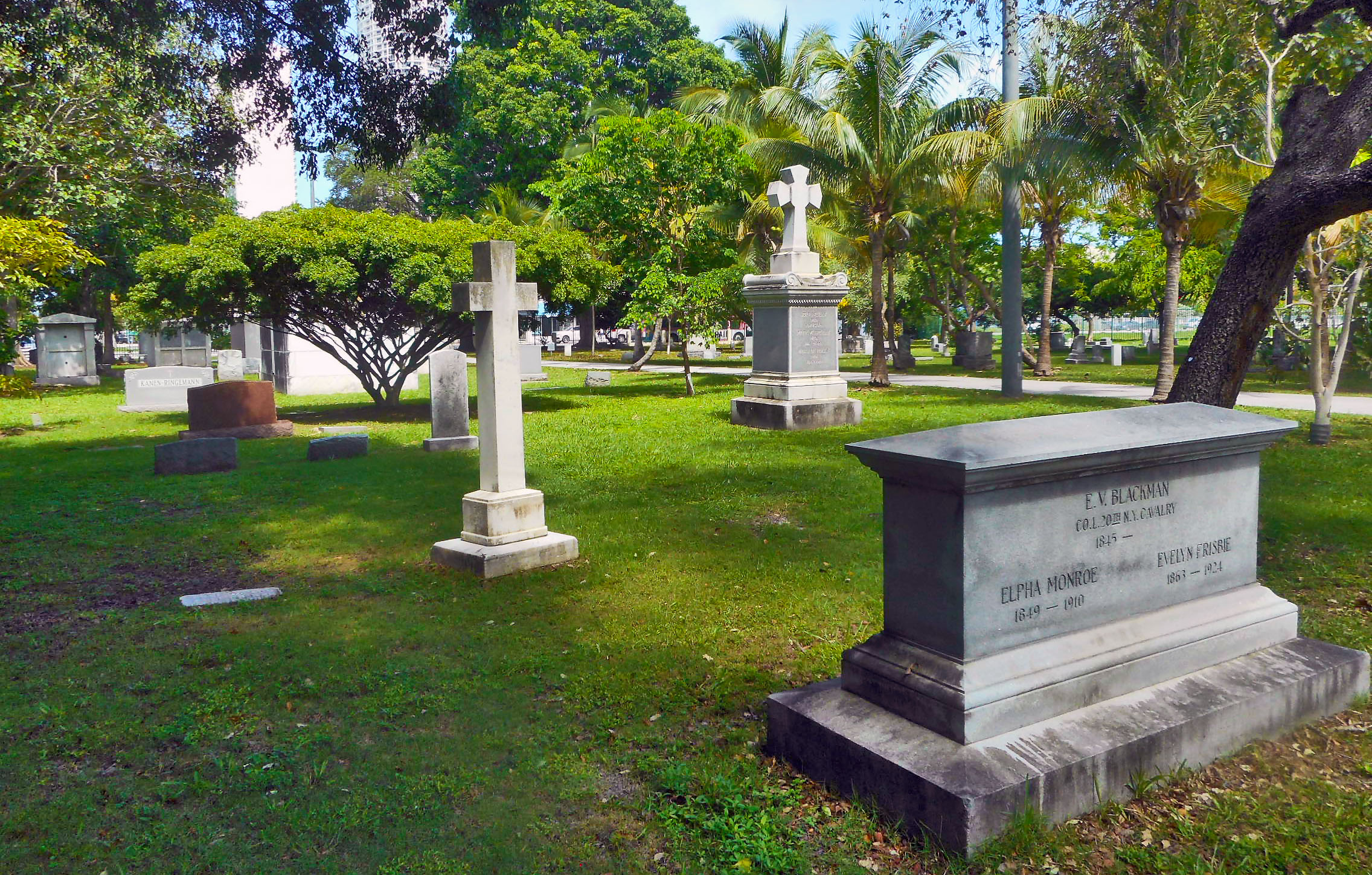
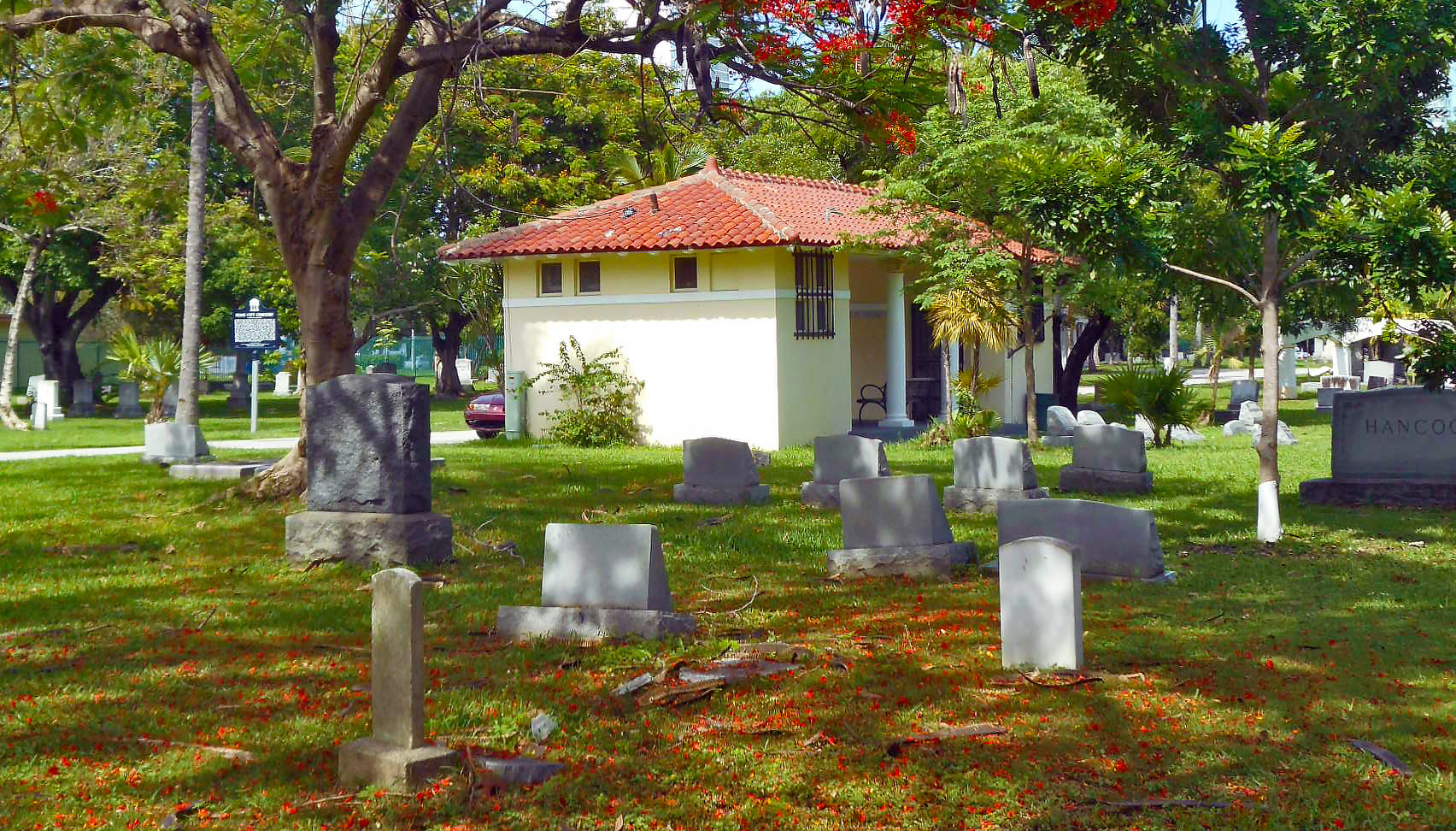
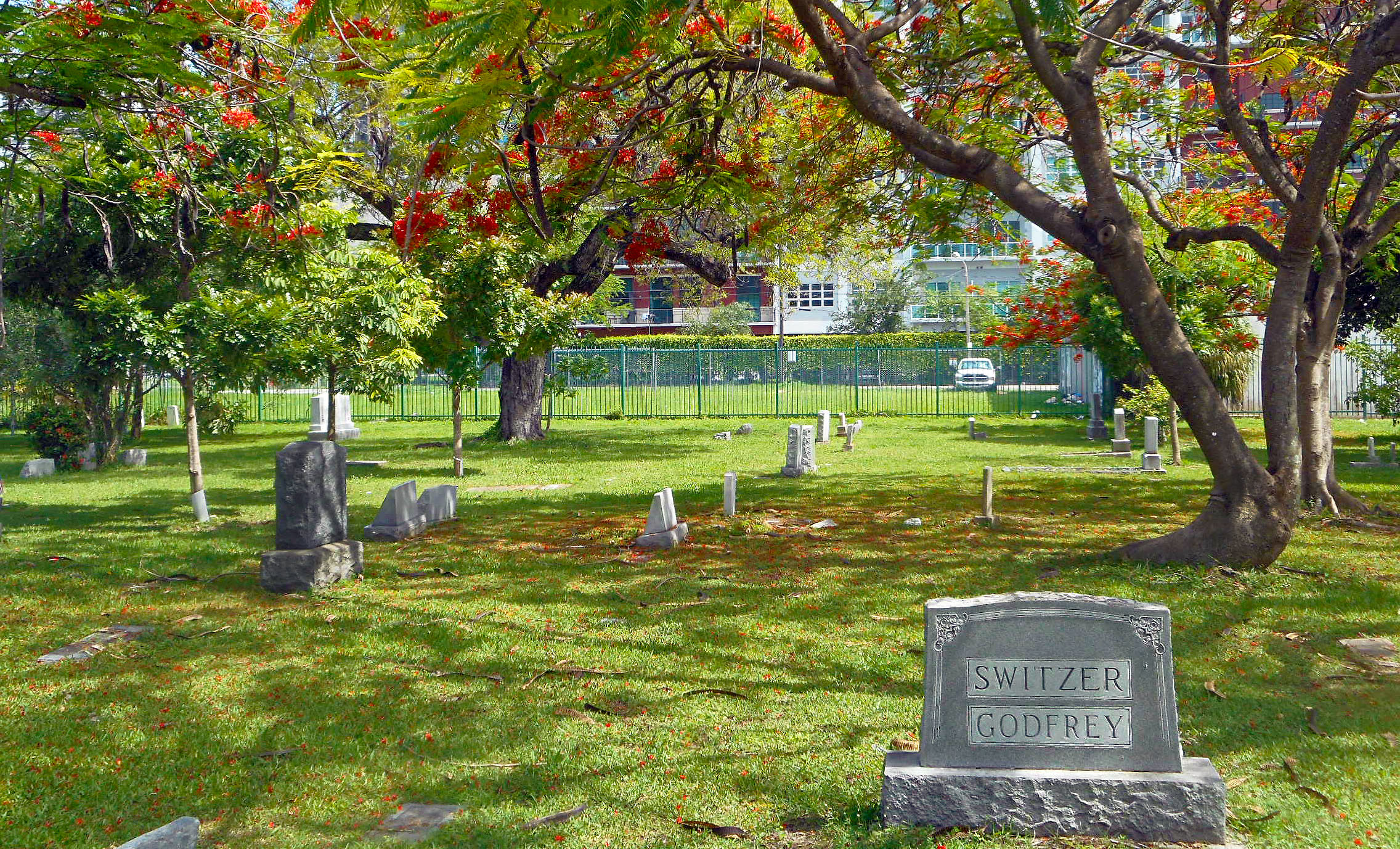
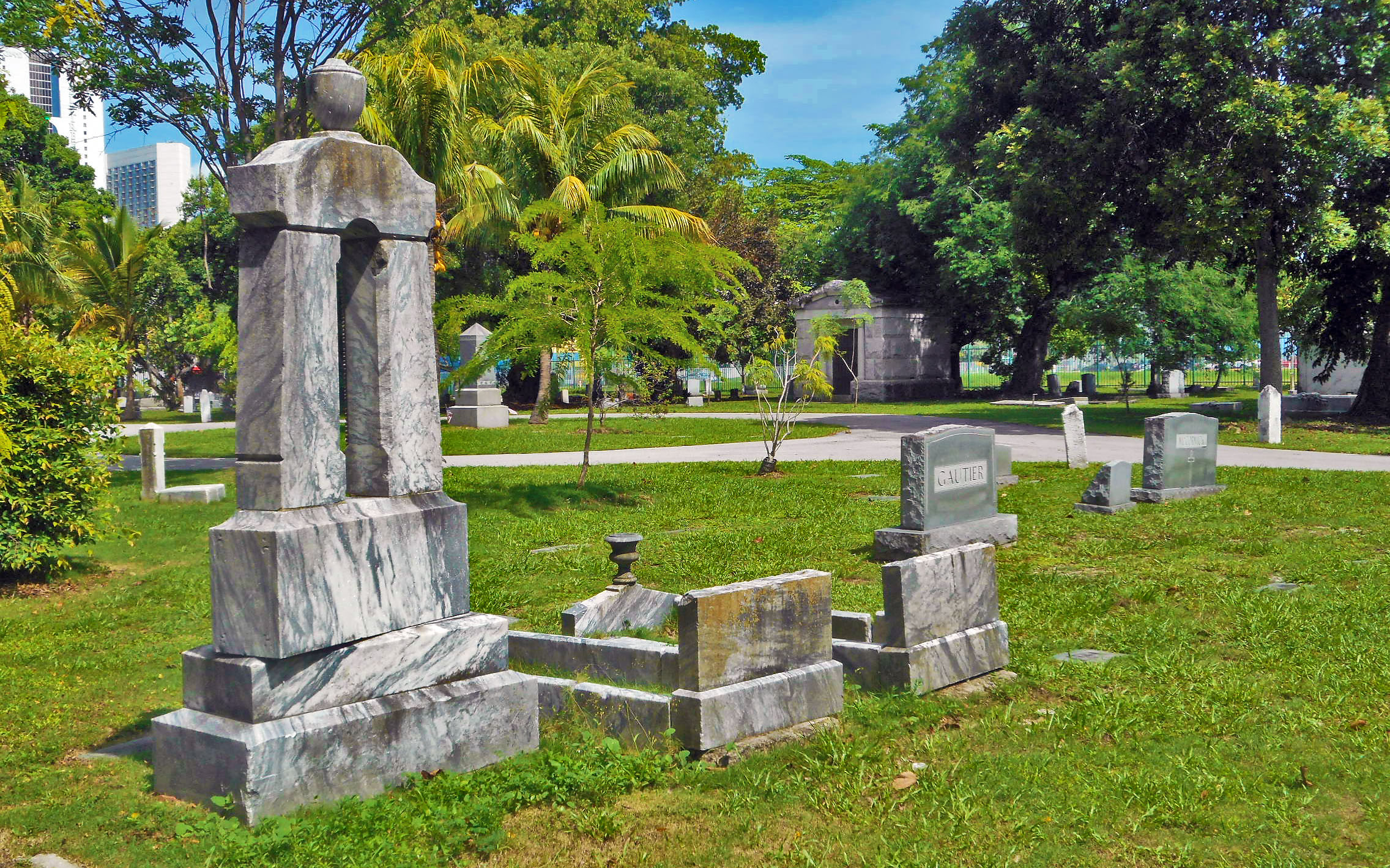
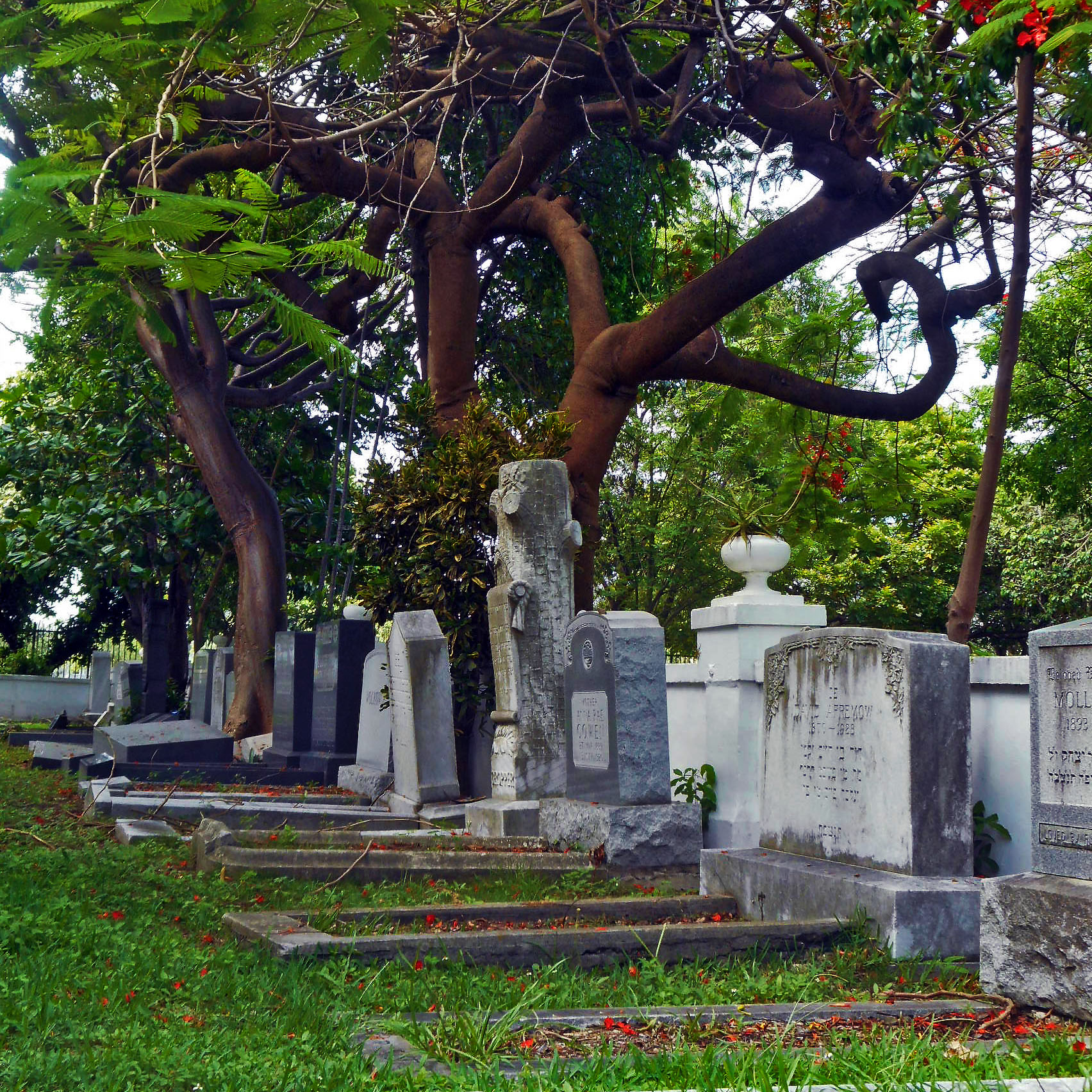
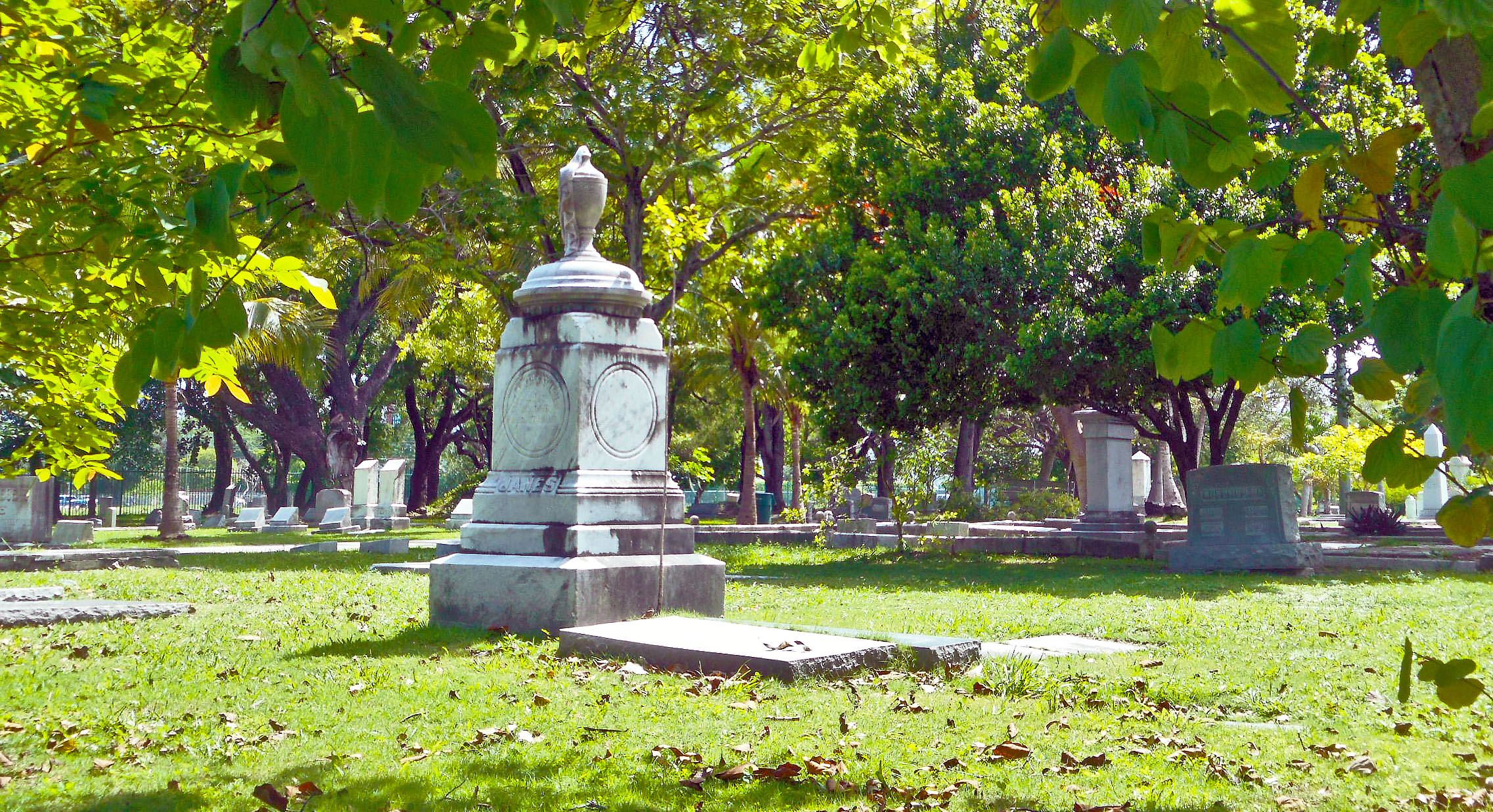
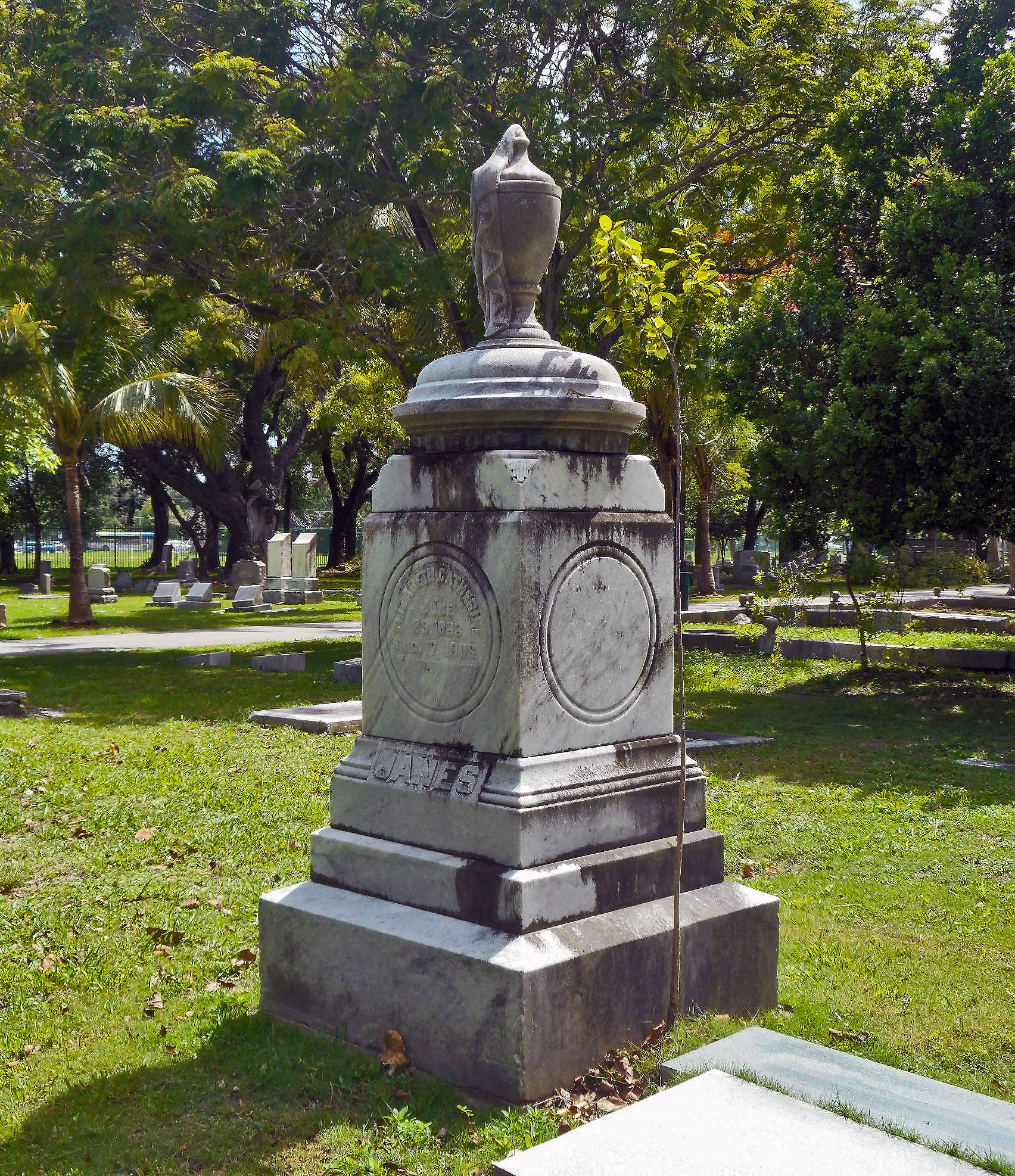
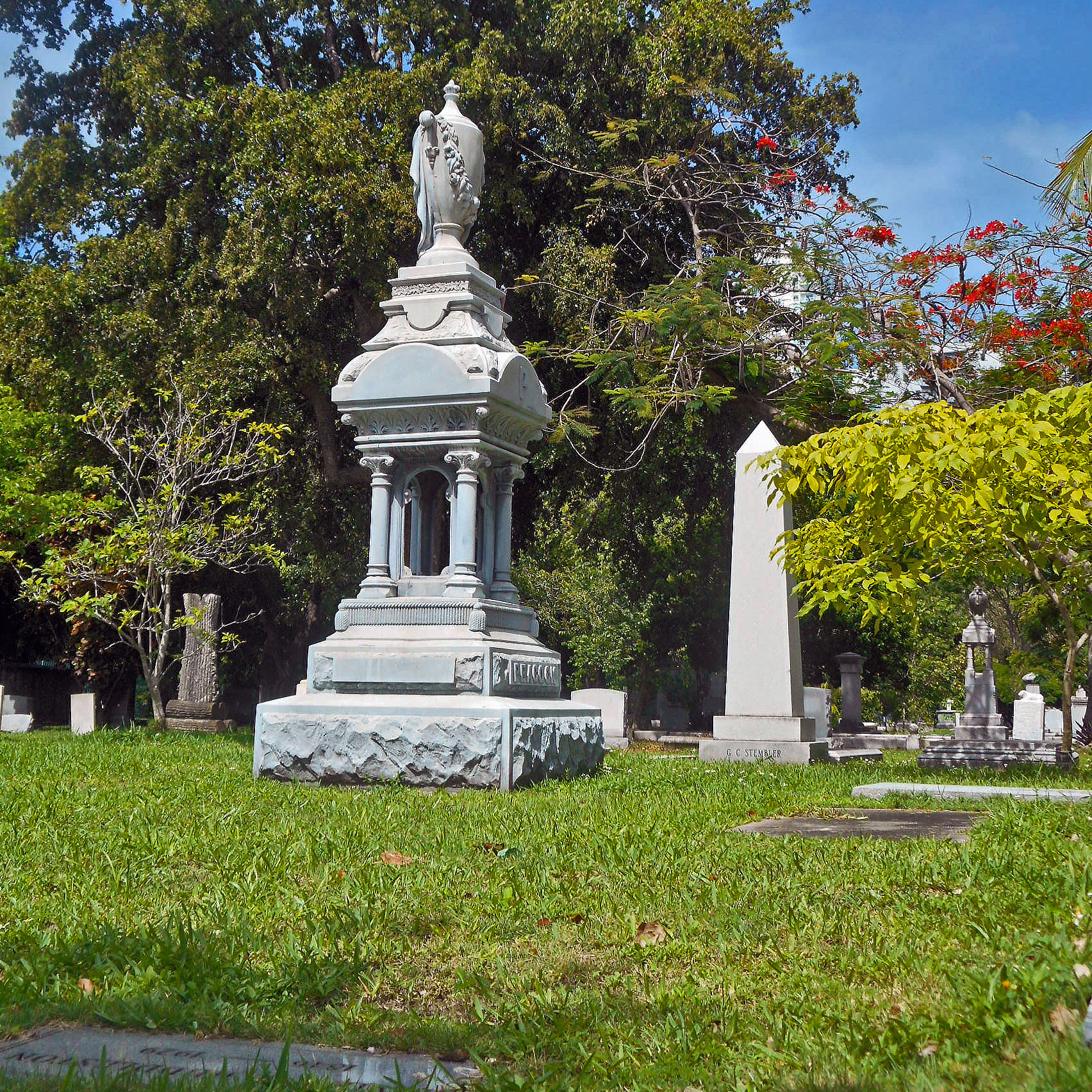
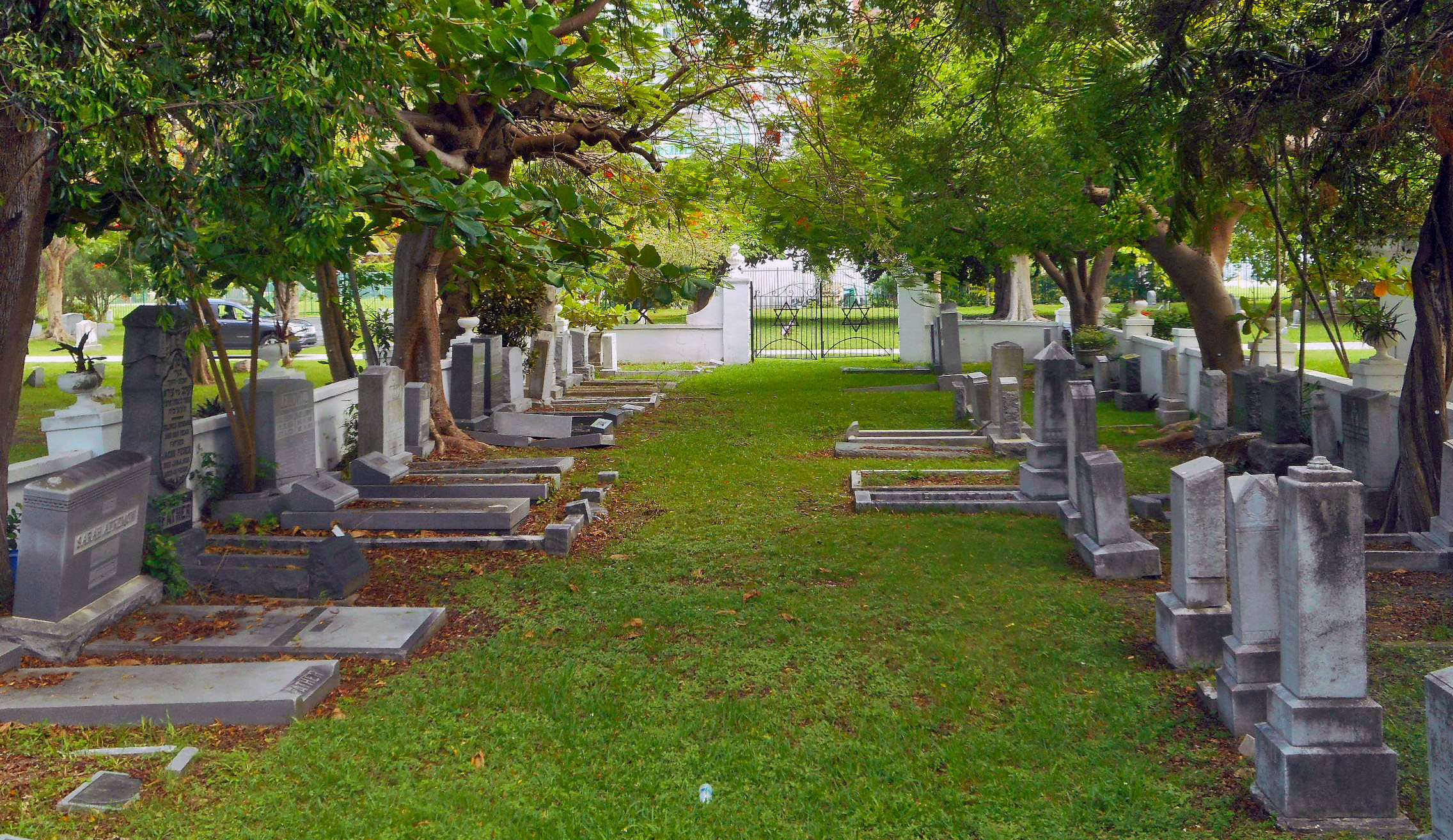
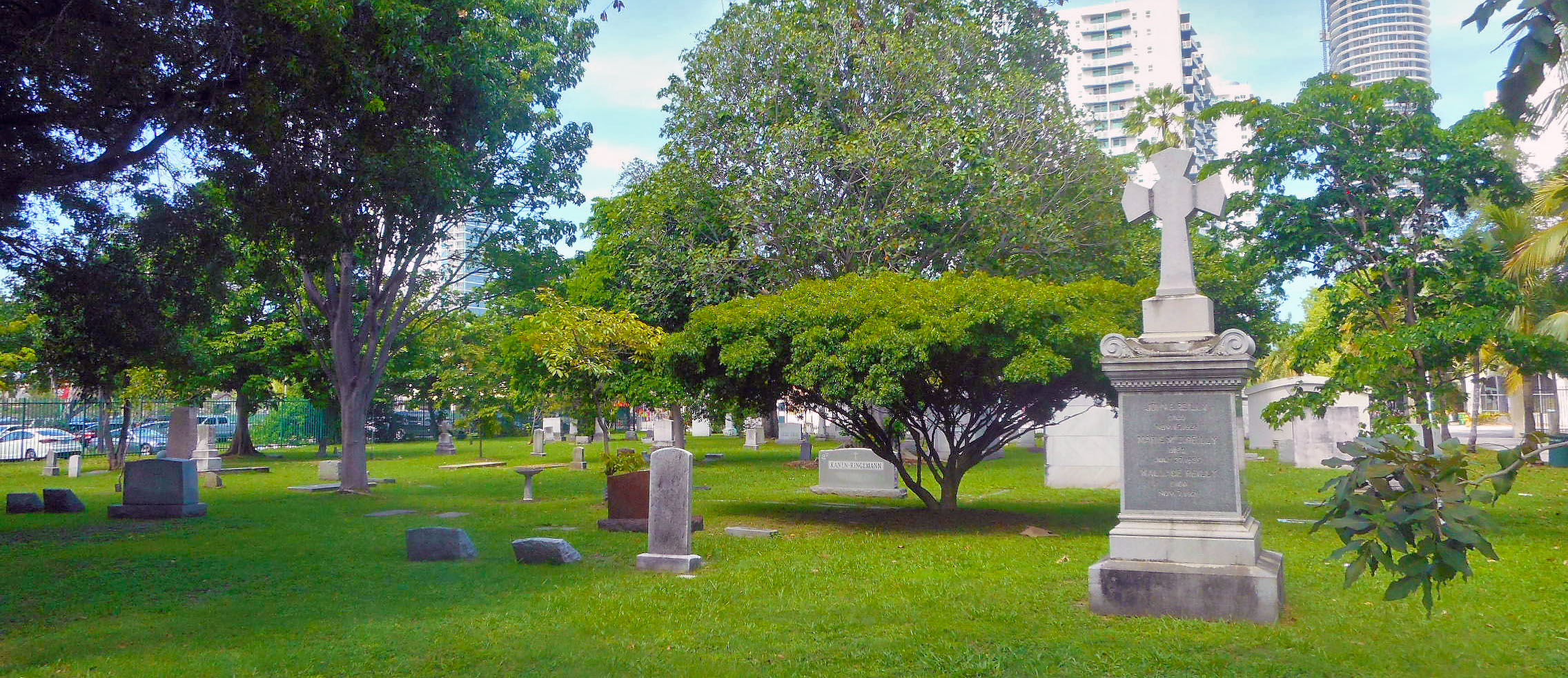
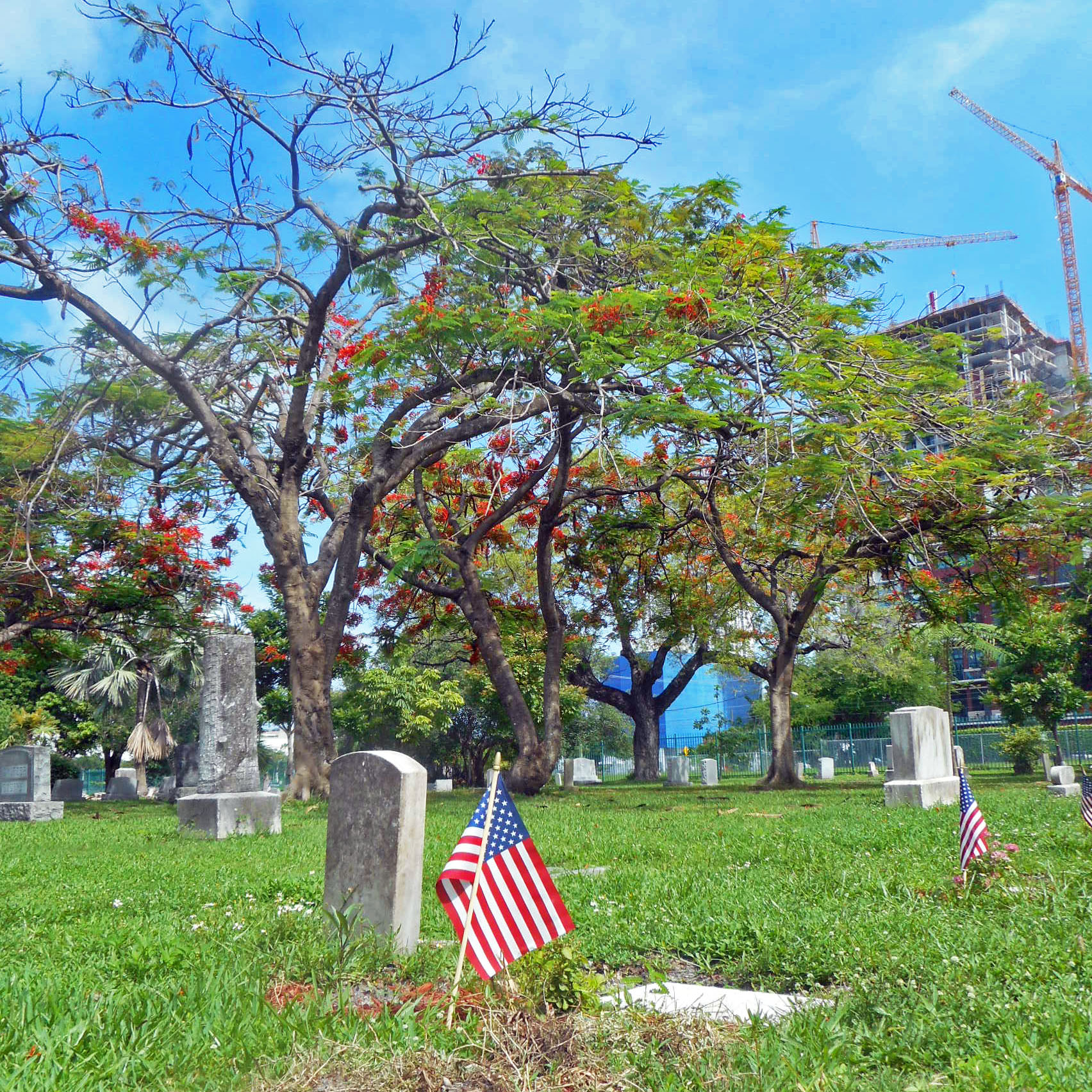
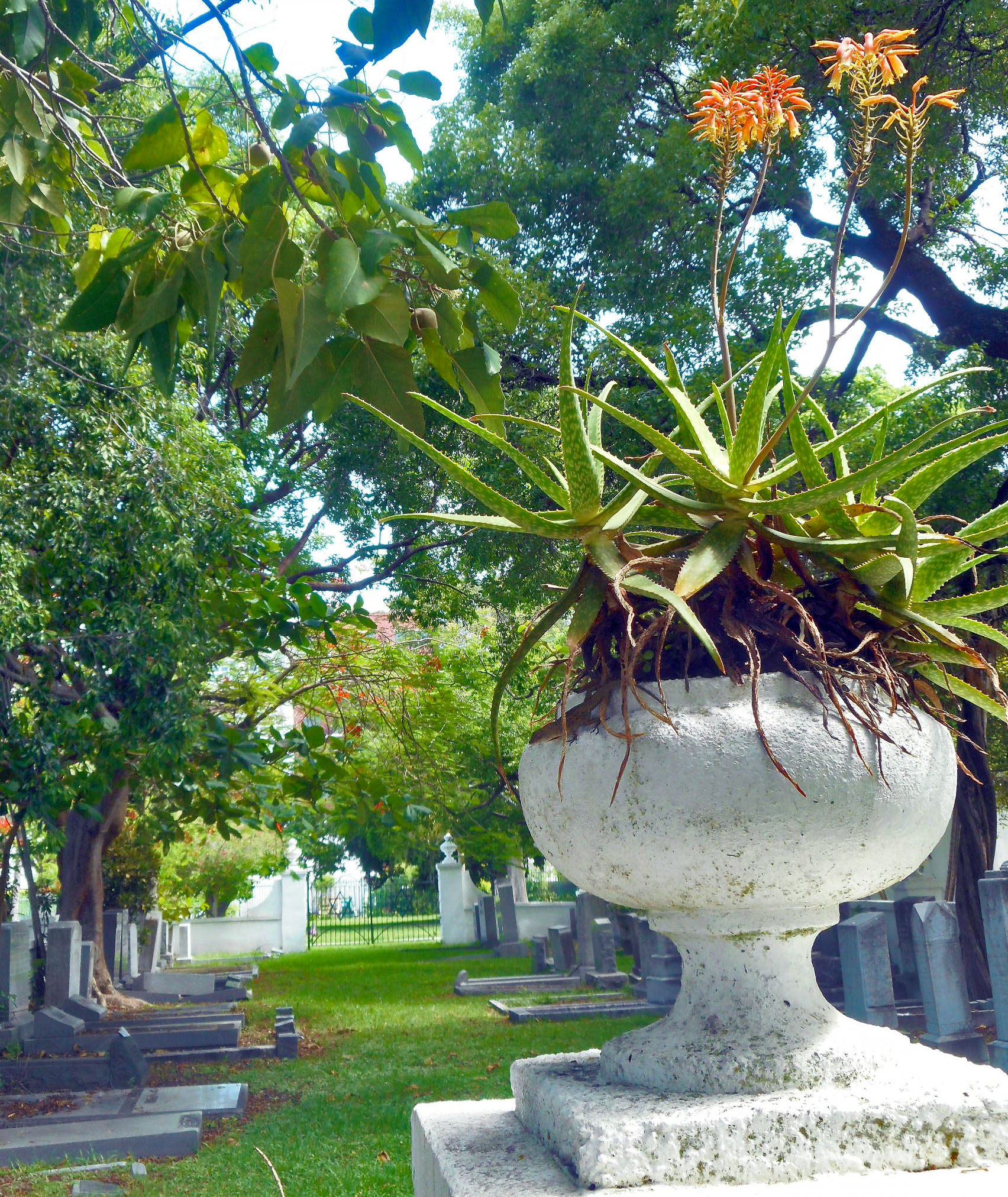
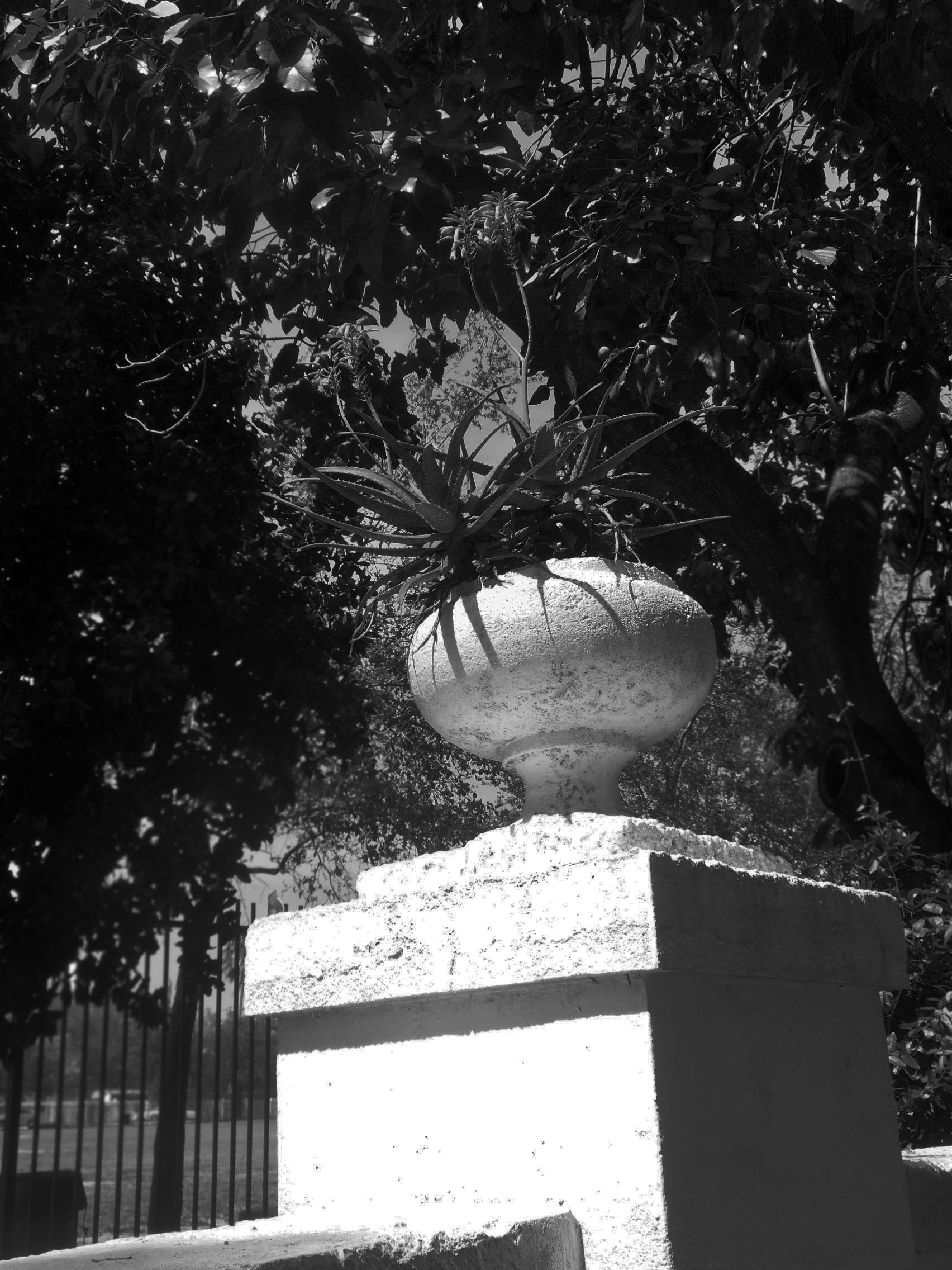
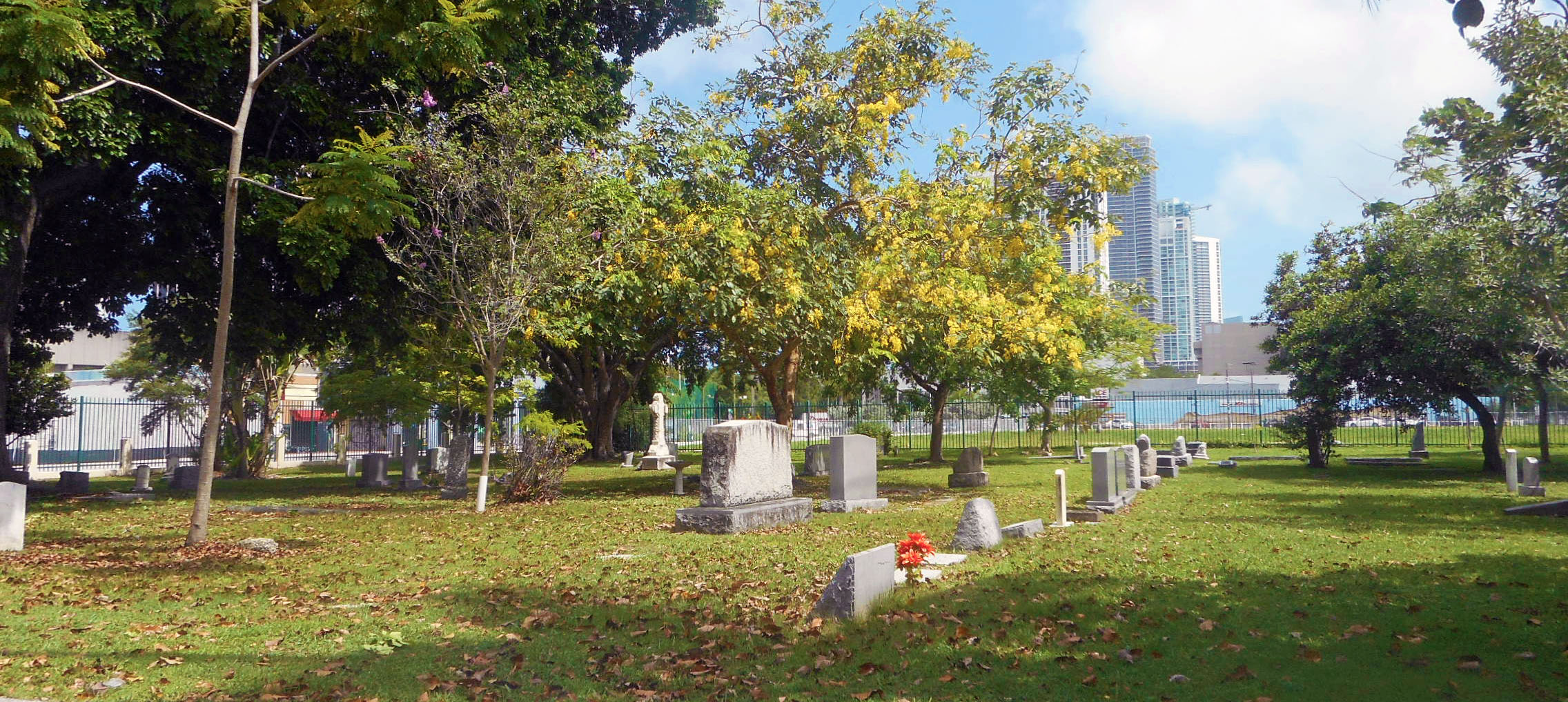
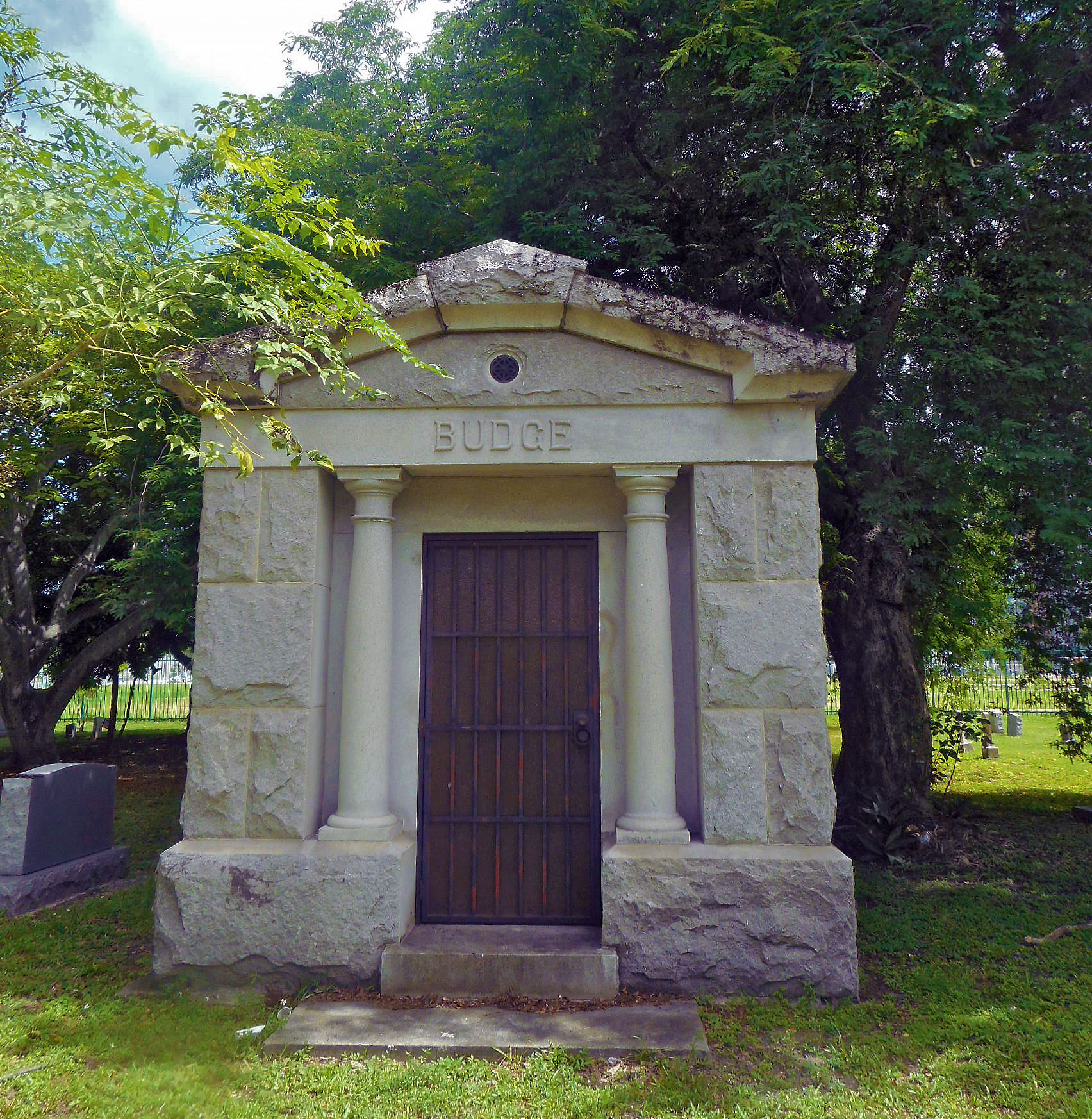
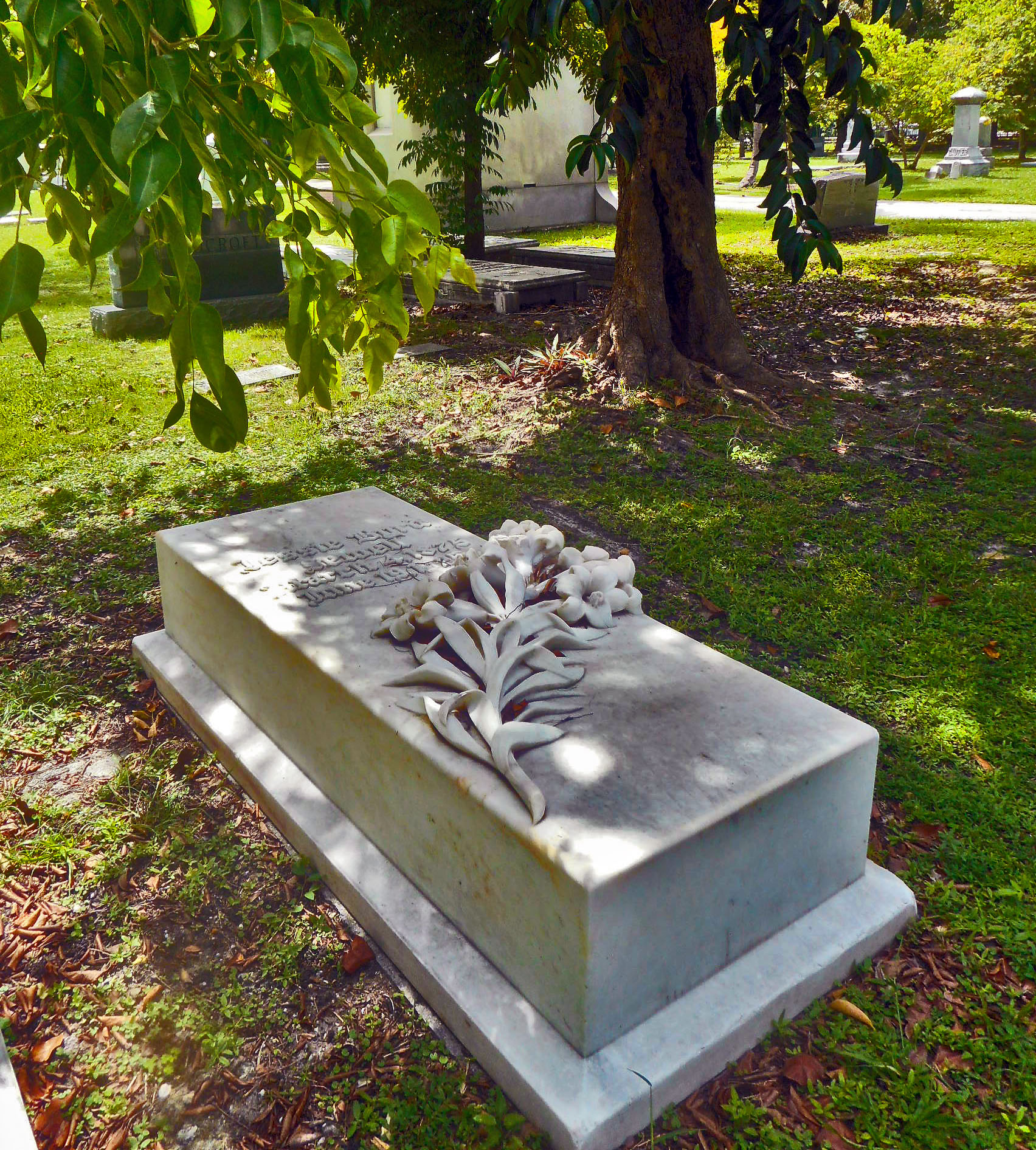
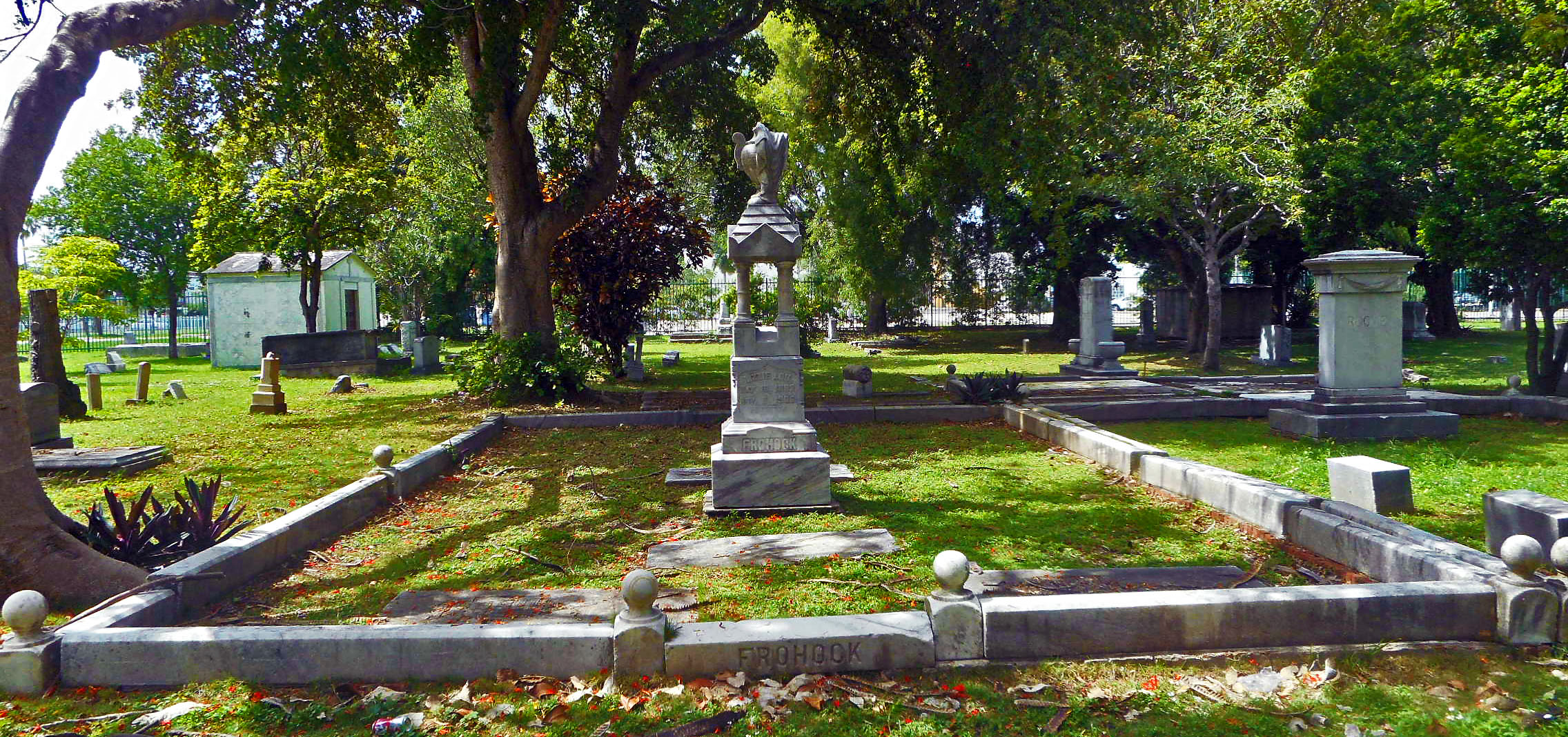
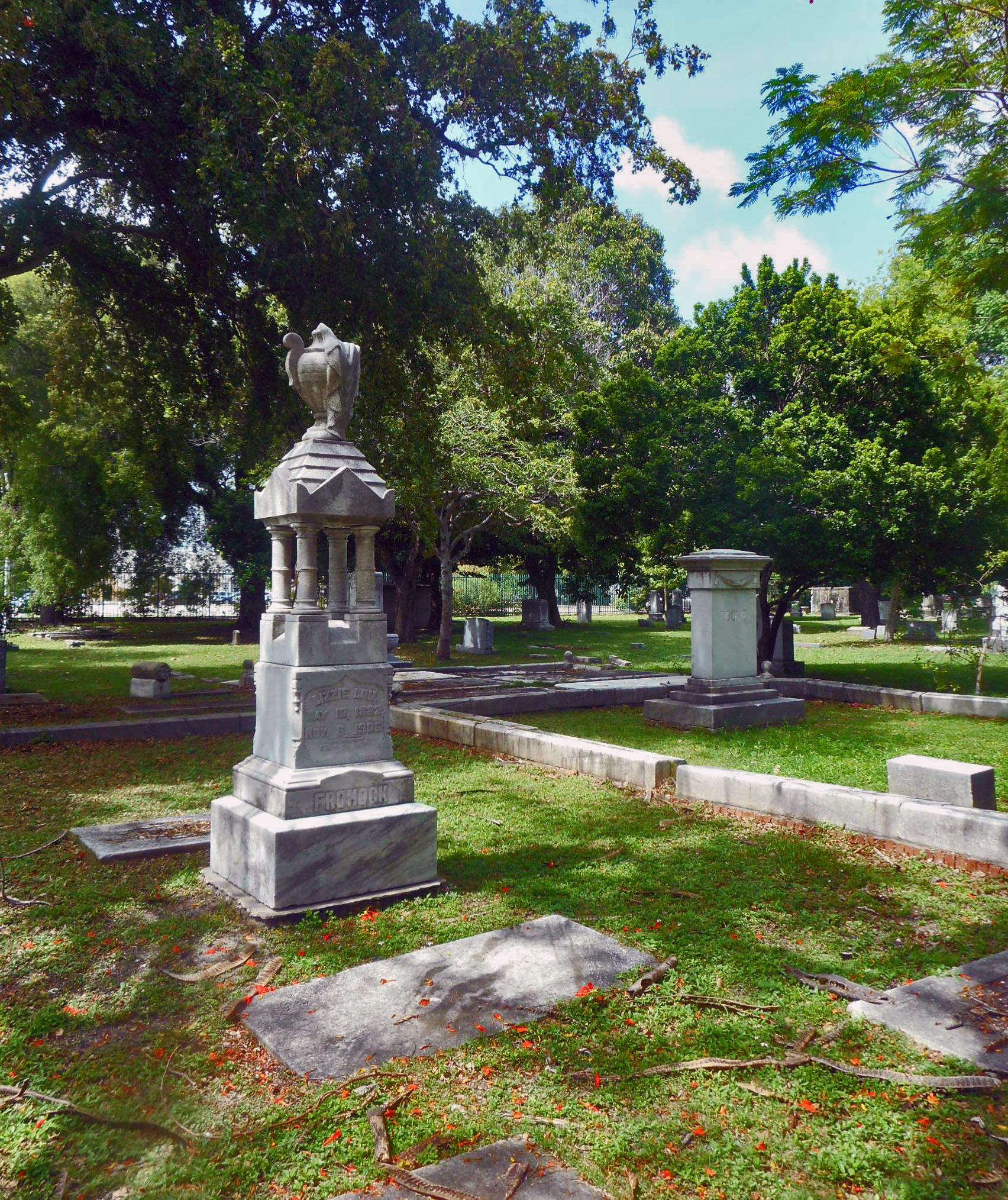
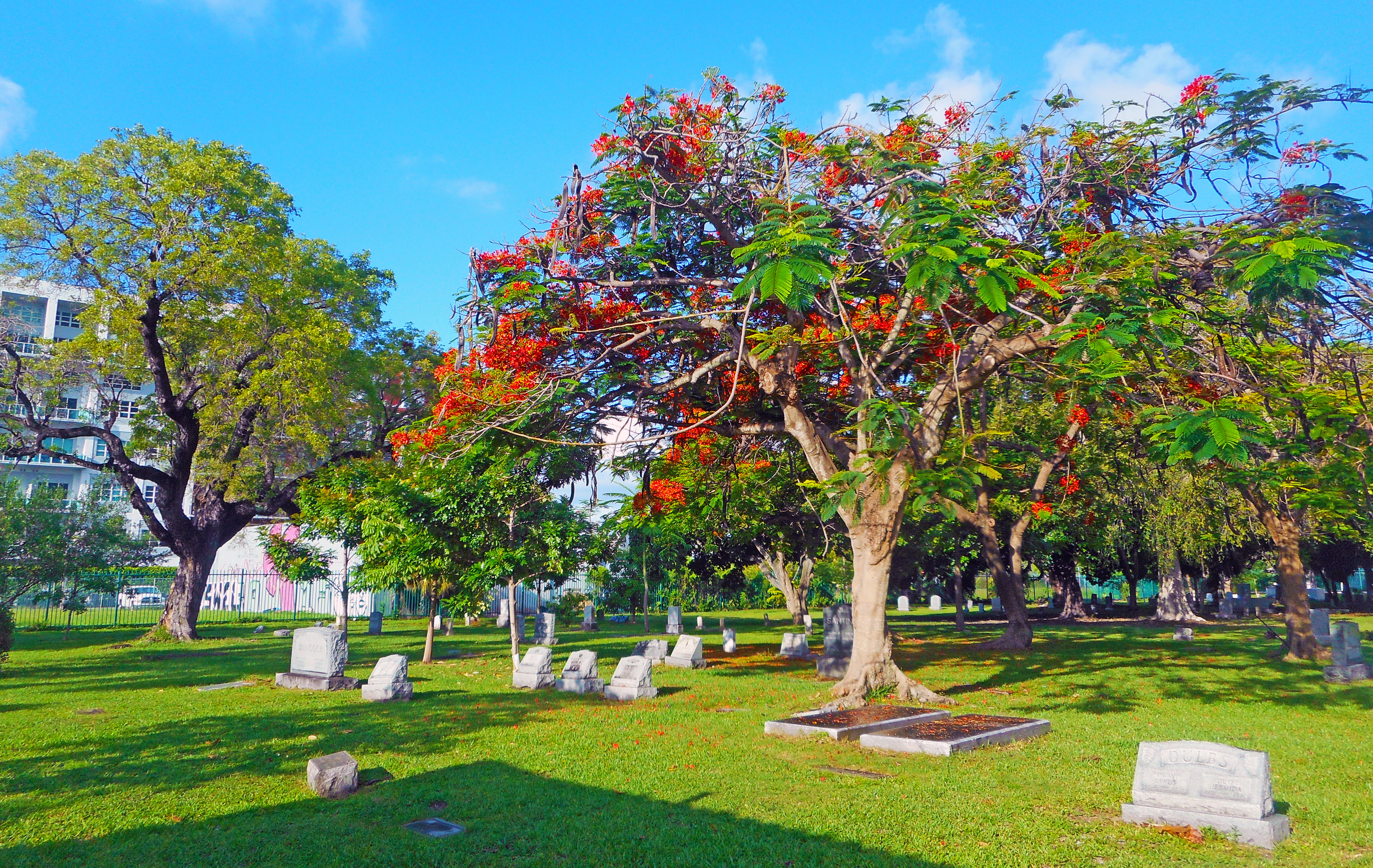
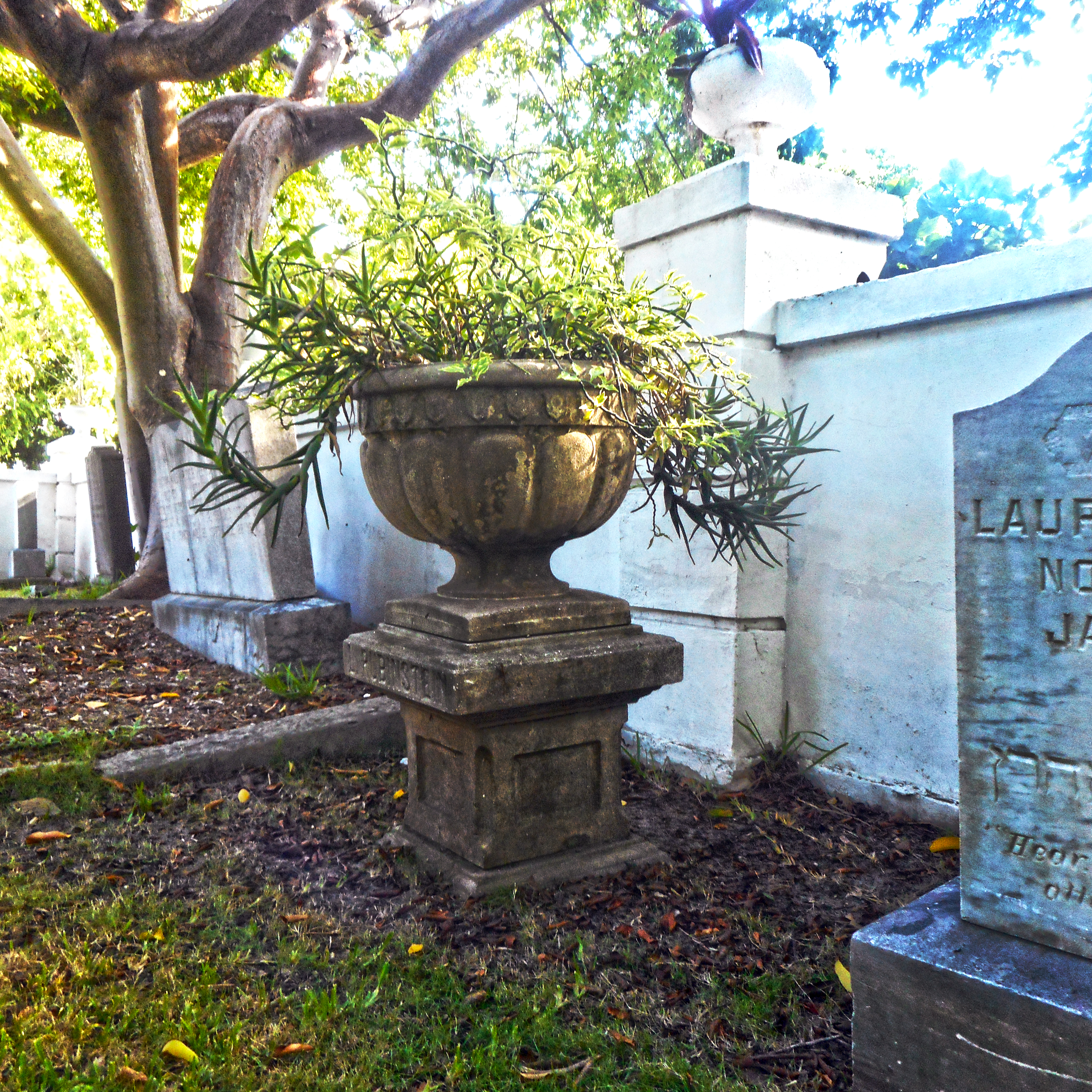
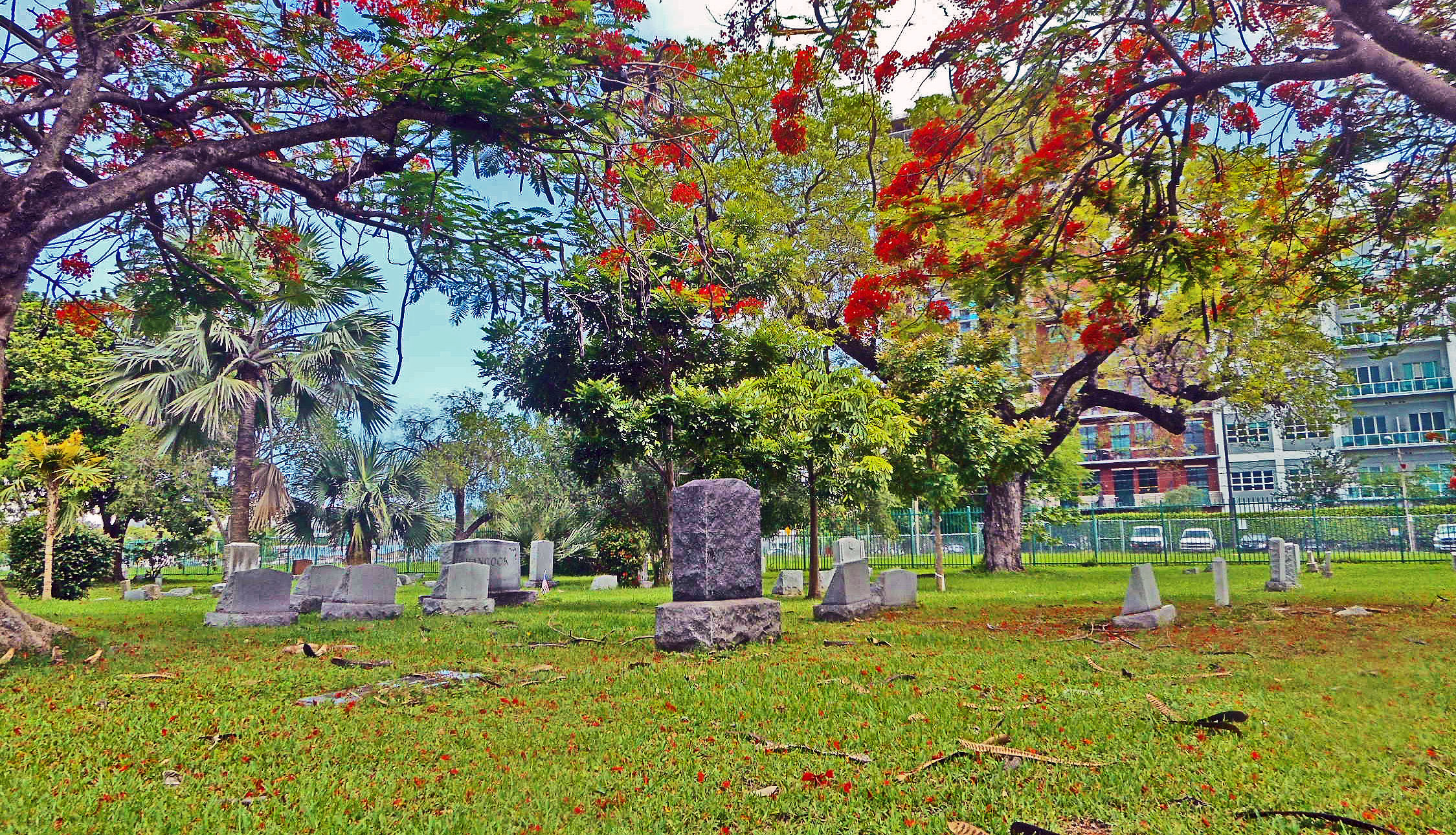
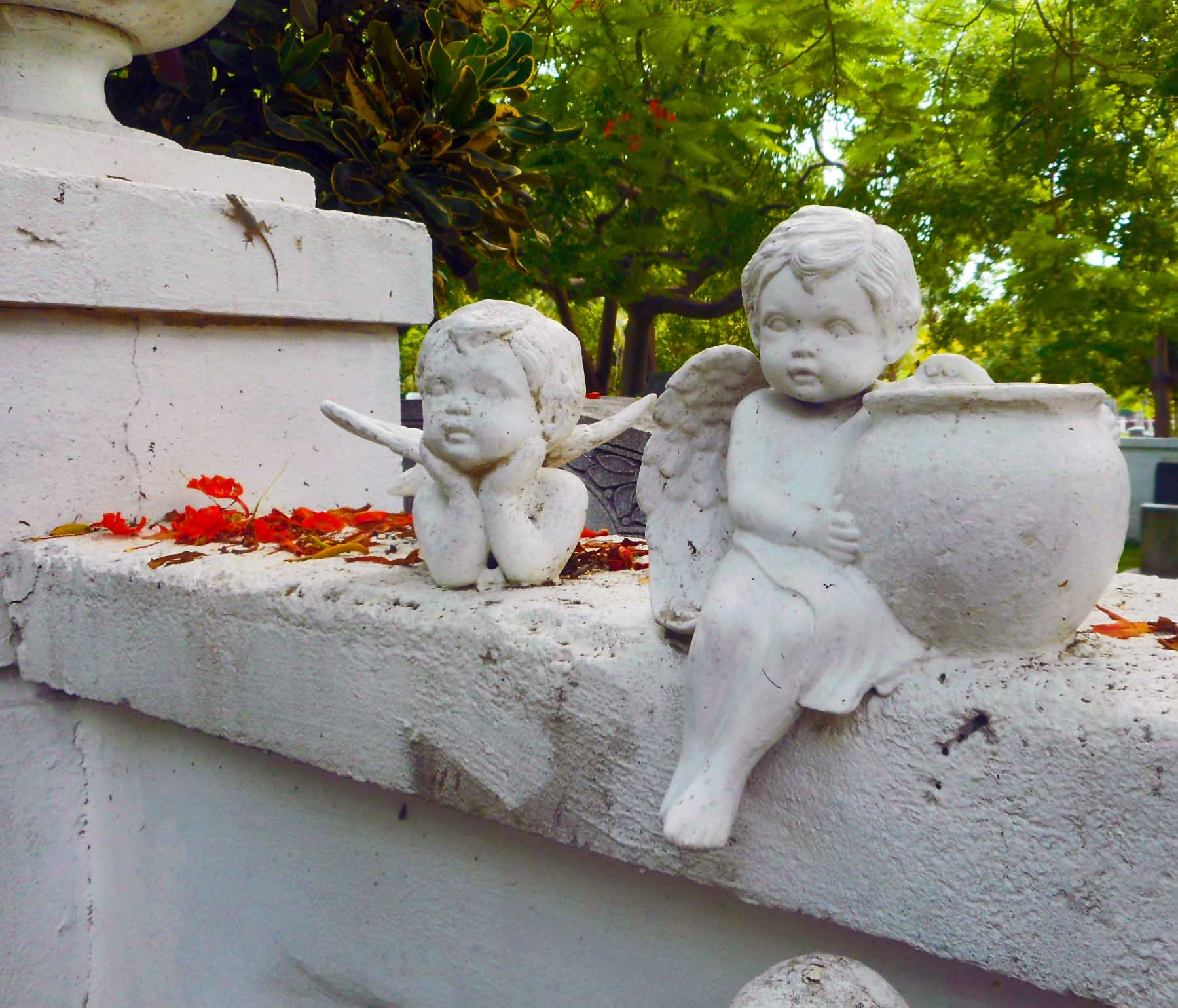
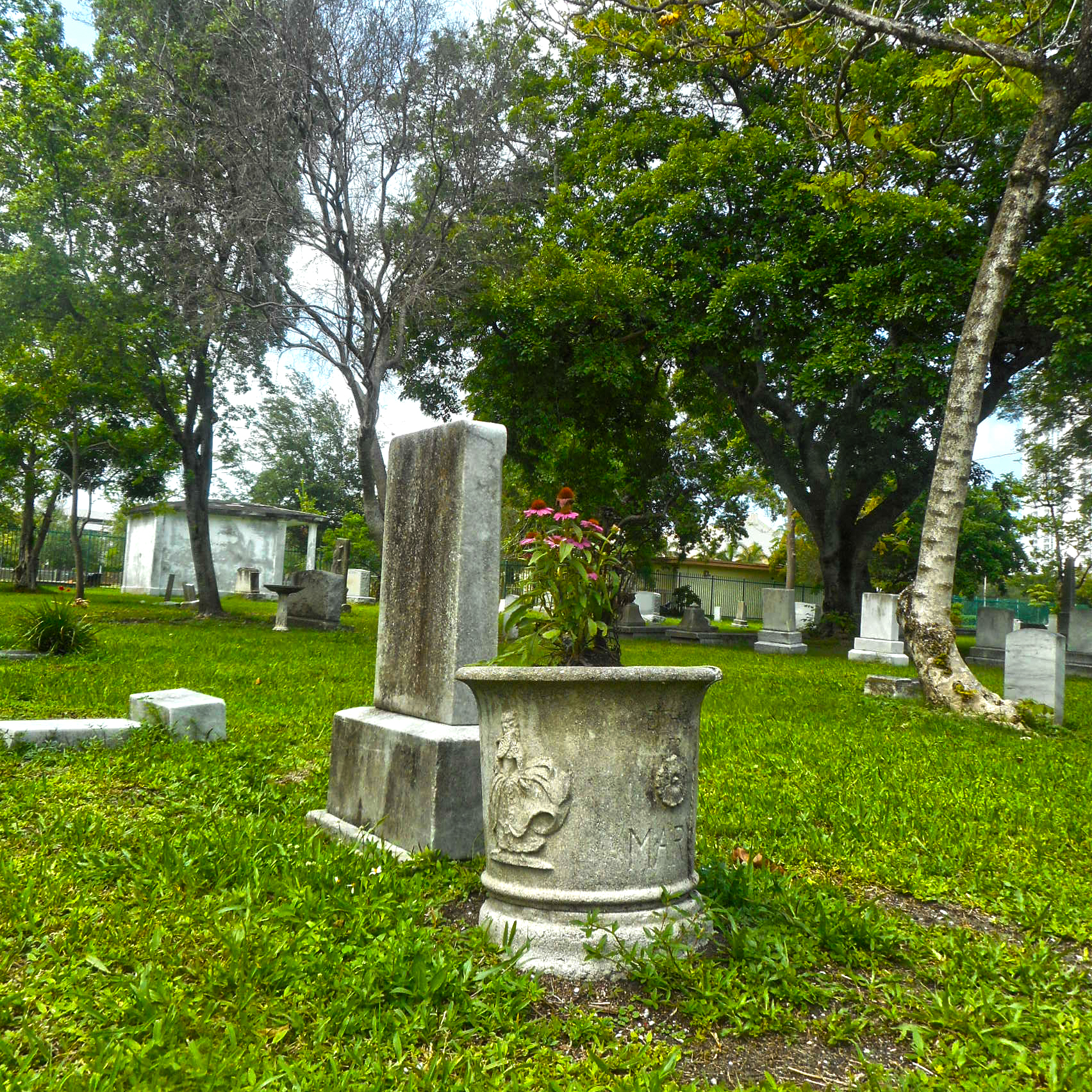